# Yonatan Netanyahu
Yonatan „Yoni” Netanyahu (n. 13 martie 1946, New York City, New York, SUA – d. 4 iulie 1976, Entebbe⁠(d), Central Region⁠(d), Uganda) a fost un ofițer al Forțelor de Apărare ale Israelului (IDF), care a comandat unitatea de comando de elită Sayeret Matkal în timpul Operațiunii Entebbe, o operațiune de salvare a ostaticilor de pe aeroportul Entebbe din Uganda în anul 1976. Misiunea de salvare a avut succes, 102 dintre cei 106 ostatici fiind salvați, dar el a fost ucis în acțiune, fiind singura victimă a IDF-ului în timpul operației.
Fratele mai mic al lui Netanyahu, Benjamin Netanyahu, este prim-ministru al Israelului din 2009 și a ocupat, de asemenea, această funcție între 1996 și 1999. Atât Benjamin, cât și un al treilea frate, Iddo Netanyahu, au servit în Sayeret Matkal.